# Terry Notary
Terry Notary (San Rafael, 14 augustus 1968) is een Amerikaans acteur, stuntman en bewegingscoach.

## Biografie
Noraty ging naar de  de UCLA, waar hij afstudeerde als master in theater. Zijn eerste job had hij als acrobaat bij Cirque du Soleil. In The Grinch van regisseur Ron Howard ging hij aan de slag als stuntman en bewegingscoach. In Planet of the Apes werd hij opnieuw gevraagd als bewegingscoach, waarvoor hij maandenlang de bewegingen van de apen in de LA County Zoo bestudeerde.

## Filmografie (selectie)
| Jaar | Productie                                 | Rol / Functie                                                           |
| ---- | ----------------------------------------- | ----------------------------------------------------------------------- |
| 2000 | The Grinch                                | Stuntman Bewegingscoach                                                 |
| 2001 | Planet of the Apes                        | Stuntman Bewegingscoach                                                 |
| 2006 | Superman Returns                          | Stuntman                                                                |
| 2007 | Fantastic Four: Rise of the Silver Surfer | Stuntman Bewegingscoach Motion capture voor de Silver Surfer            |
| 2009 | Avatar                                    | Jake's banshee (Motion Capture) Bewegingscoach                          |
| 2011 | Rise of the Planet of the Apes            | Rocket en Bright Eyes (Motion Capture) Stunt coördinator Bewegingscoach |
| 2012 | The Hobbit: An Unexpected Journey         | Yazneg Bewegingscoach                                                   |
| 2013 | The Hobbit: The Desolation of Smaug       | Bewegingscoach                                                          |
| 2014 | The Hobbit: The Battle of the Five Armies | Bewegingscoach                                                          |
| 2014 | Dawn of the Planet of the Apes            | Rocket (Motion Capture) Stunt coördinator Bewegingscoach                |
| 2016 | Warcraft                                  | Grommash Hellscream                                                     |
| 2017 | War for the Planet of the Apes            | Rocket (Motion Capture) Stunt coördinator Bewegingscoach                |
| 2018 | Avengers: Infinity War                    | Groot en Cull Obsidian (Motion Capture)                                 |
| 2019 | Avengers: Endgame                         | Groot en Cull Obsidian (Motion Capture)                                 |
| 2022 | Nope                                      | Gordy (Motion Capture)                                                  |